# Trilone (Nervenkampfstoffe)
Trilone, auch G-Stoffe, war der deutsche Deckname für die Nervenkampfstoffe Sarin (GB), Soman (GD) und Tabun (GA) aus der Familie der Phosphorsäureester. Sie gehören in die Gruppe Chemische Waffe – Einsatz flüchtig der Kampfstoffe und umfassen die gefährlichsten bekannten Nervengase. Der Ausdruck ist bis heute für Nervenkampfstoffe geläufig.
Verwendete Einzelnamen für Trilon-Nervenkampfstoffe sind:
- Trilon 38/83: (RS)-Dimethylphosphoramidocyanidsäureethylester, Alternativbezeichnungen: Tabun, GA[3]
- Trilon 46: (RS)-Methylfluorphosphonsäureisopropylester, Alternativbezeichnungen: Sarin, GB[3]
- Trilon 144: 3,3-Dimethyl-2-butanyl-methylphosphonofluoridat, Alternativbezeichnungen: Soman / GD / EA 1210 / PFMP[3]

Ursprünglich wurde die Bezeichnung Trilone als Warenzeichen für eine in den 1930/40er-Jahren bekannte Gruppe von Reinigungs- und Waschmitteln genutzt. Die Bezeichnung „Trilon® M Max“ steht in den 2010er-Jahren für ein Produkt von BASF, welches zur Verbesserung von Reinigungs- und Waschmitteln nutzbar sein soll.
Verwendete Einzelnamen für Trilon-Reinigungsmittelverstärker sind:
- Trilon A (basierend auf Nitrilotriessigsäure)
- Trilon B (basierend auf Ethylendiamintetraessigsäure)
- Trilon M (basierend auf Methylglycindiessigsäure)